# Dunsby
Dunsby är en ort och civil parish i Storbritannien.   Den ligger i grevskapet Lincolnshire och riksdelen England, i den sydöstra delen av landet, 150 km norr om huvudstaden London. Dunsby ligger 21 meter över havet och antalet invånare är 141.
Terrängen runt Dunsby är platt, och sluttar brant österut. Runt Dunsby är det ganska tätbefolkat, med 139 invånare per kvadratkilometer. Närmaste större samhälle är Spalding, 14,7 km öster om Dunsby. Trakten runt Dunsby består till största delen av jordbruksmark.